# Alfred Werner
Alfred Werner, švicarski kemik, * 12. december 1866, Mulhouse, Alzacija, † 15. november 1919. 
Leta 1913 je prejel Nobelovo nagrado za kemijo za predlog  oktaedrične zgradbe kompleksov prehodnih kovin, s čimer je postavil temelje sodobne kemije kompleksnih spojin. Bil je prvi anorganski kemik, ki je prejel Nobelovo nagrado in edini pred letom 1973.

## Življenjepis
Rojen je bil v Alzaciji, ki je bila takrat del Francije in je bila leta 1871 priključena Nemčiji. Kemijo je študiral na Univerzi v Zürichu v Švici, kjer je leta 1890 doktoriral. Po doktoratu je študiral v Parizu, od koder se je leta 1892 vrnil v  Zürich, kjer je postal profesor in leta 1895 tudi švicarski državljan. 

## Znanstveno delo

### Kompleksne spojine
Leta 1893 je prvi predložil pravo zgradbo kompleksnih spojin, v katerih je centralni atom prehodna kovina, obdana z nevtralnimi ali anionskomi ligandi. 
Kemiki tistega časa so vedeli, da tvori kobalt kompleksno spojino s formulo CoCl3•6NH3, katere zgradba je bila velika uganka. Werner je predlagal strukturo [Co(NH3)6]Cl3 s centralnim inonom Co3+, obdanim s šestimi NH3 v ogliščih oktaedra.  Trije Cl- naj bi bili disociirani kot prosti ioni, kar je potrdil z merjenjem električne prevodnosti vodnih raztopin in analiziranjem kloridnih anionov z obarjanjem s srebrovim nitratom. Wernerjeve predpostavke so kasneje potrdili tudi z analizo magnetne sukceptibilnosti. 
Za komplese z več kot eno vrsto ligandov je Wernerju uspelo razložiti številne njihove izomere. Razložil je na primer obstoj dveh izomerov kompleksa [Co(NH3)4]Cl3, od katerih je prvi zelen, drugi pa vijoličen. Werner je predpostavil, da gre za dva geometrijska izomera s formulo [Co(NH3)4Cl2]Cl z enim disociiranim Cl- ionom, kar je potrdil z merjenjem električne prevodnosti raztopin.  Kobaltov Co3+ ion je obdan s štirimi NH3 ligandi in dvema Cl ligandoma na ogliščih oktaedra. Zeleni izomer ima konfiguracijo trans z dvema Cl ligandoma v nasprotnih ogliščih oktaedra, vijolični izomer pa konfiguracijo cis z dvema Cl ligandoma v sosednjih ogliščih.
Werner je pripravil tudi komplekse z optičnimi izomeri. Leta 1914 je poročal o prvi sintetični kiralni spojini, ki ne vsebuje ogljika. Spojina z imenom heksol ima kemijsko formulo [Co(Co(NH3)4(OH)2)3]Br6. 

### Lastnosti valence
Kemiki pred Wernerjem so valenco elementa definirali kot število njegovih vezi in pri tem niso razlikovali različnih vrst vezi. Werner je za komplekse, kakršen je na primer [Co(NH3)6]Cl3 smatral, da vezi Co-Cl ustrezajo »primarni valenci« 3 na veliki razdalji, medtem ko vezi Co-NH3 ustrezajo »sekundarni« oziroma šibkejši valenci 6 na manjši razdalji. Sekundarno valenco 6, ki  ustreza koordinacijskemu številu, je definiral kot število molekul (v tem primeru NH3), ki so vezane  neposredno na centralni atom kovine. V drugih kompleksih je odkril tudi koordinacijska števila 4 ali 8.
S takšnega vidika in drugih podobnih vidikov je leta 1904 Richard Abegg formuliral tisto, kar danes imenujemo Abeggovo pravilo, ki pravi, da je razlika med maksimalno pozitivno in maksimalno negativno valenco elementa pogosto enaka osem. Pravilo se je uporabljalo vse do leta 1916, ko je Gilbert N. Lewis v svoji teoriji kubičnega atoma formuliral pravilo okteta. 
Wernerjeva primarna valenca sedaj ustreza oksidacijskemu stanju, sekundarna valenca pa se je vedno imenovala koordinacijsko število. Vezi Co-Cl v omenjenem primer se danes obravnavajo kot ionske, vezi Co-N pa so koordinirane kovalentne vezi med Lewisovo kislino Co3+ in Lewisovo bazo NH3.